# Lindenberg im Allgäu

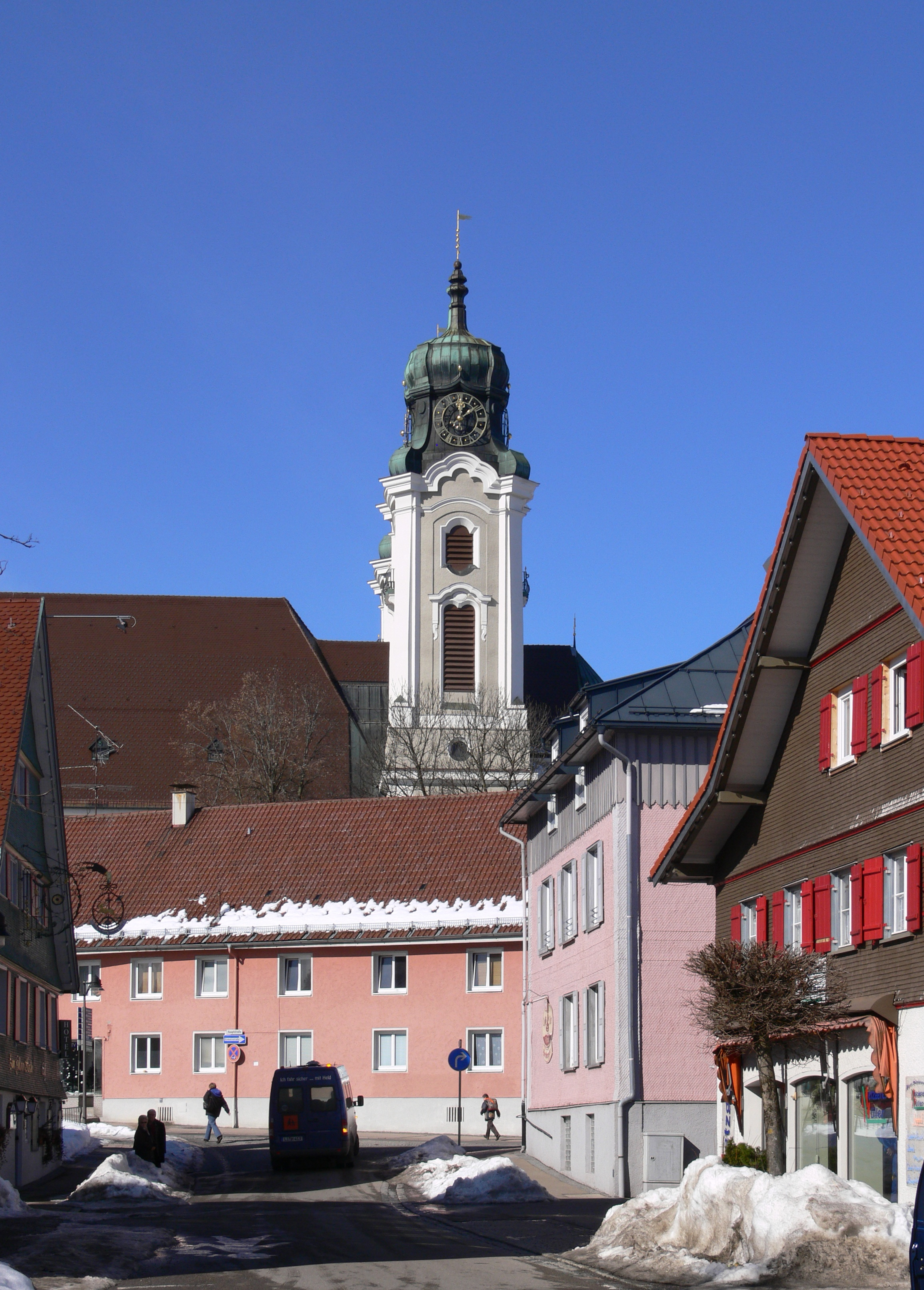
Lindenberg im Allgäu

Lindenberg im Allgäu este un oraș din districtul Lindau (Bodensee), regiunea administrativă Șvabia, landul Bavaria, Germania.

## Personalități născute aici
- Georg Steinhauser (n. 2001), ciclist.